# 米特峰
47°28′31.61″N 13°35′44.98″E / 47.4754472°N 13.5958278°E

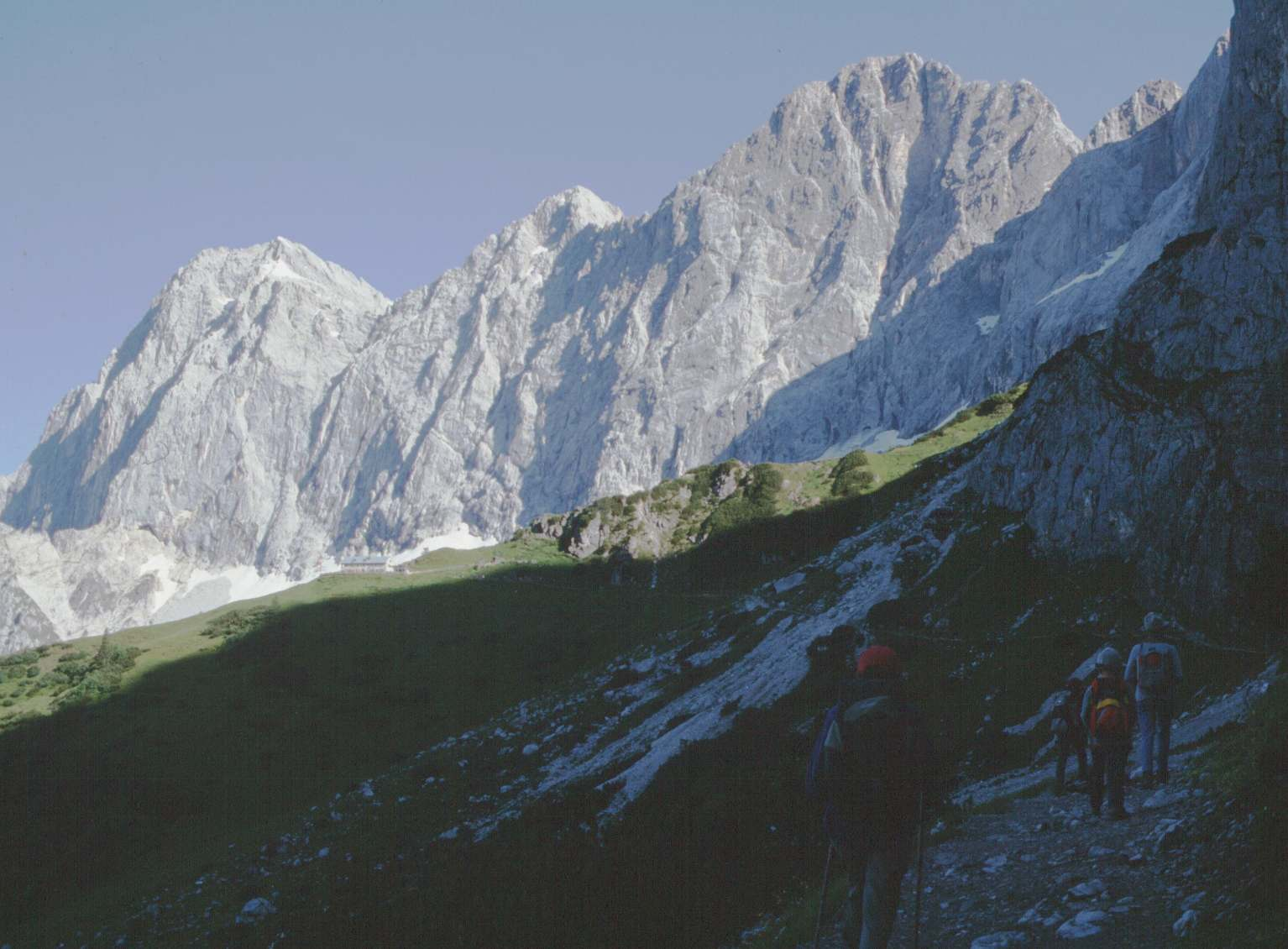

米特峰（德語：Mitterspitz），是奧地利的山峰，位於該國中部，處於上奧地利州和施泰爾馬克州接壤的邊界，距離達赫施泰因山塊0.6公里，海拔高度2,925米，人類在1872年8月14日首次登頂。